# Cornell Capa
Cornell Capa (10. dubna 1918 Budapešť – 23. května 2008 New York City) byl maďarsko americký fotograf, člen spolku Magnum Photos, kurátor fotografie a mladší bratr fotožurnalisty a válečného fotografa Roberta Capy. Absolvoval gymnázium Imreho Madácha v Budapešti, po kterém chtěl původně studovat medicínu, ale místo toho se připojil ke svému bratrovi v Paříži, aby se věnoval fotografii. Stal se z něj ambiciózní nadšenec do fotografie, který v roce 1974 založil světoznámé mezinárodní centrum International Center of Photography (Newyorskou školu fotografie) v New Yorku s pomocí Micha Bar-Ama poté, co omezil svou práci pro časopis Life a agenturu Magnum Photos.

## Život a dílo
Narodil se jako Kornél Friedmann v Budapešti, ve svých 18. letech odešel do Paříže aby spolupracoval se svým starším bratrem Robertem Capou, významným fotožurnalistou. V roce 1937 odešel Cornell Capa do New Yorku pracovat v temné komoře časopisu Life. Po službě u U.S. Air Force se Capa v roce 1946 stal profesionálním fotografem u Life. Pořídil celou řadu snímků na hlavní obálku, včetně portrétů osobností jako jsou Jack Paar, malíř Grandma Moses nebo Clark Gable.
V květnu 1954 zabila Roberta Capu nášlapná mina v době končící první indočínské války. Cornell Capa poté vstoupil do společnosti Magnum Photos, fotografické agentury spoluzaložené jeho bratrem v témže roce. Pro Magnum Capa fotografoval v Sovětském svazu, Izraeli šestidenní válku a americké politiky.
Počínaje rokem 1967 uspořádal Cornell Capa řadu putovních výstav a knih s názvem The Concerned Photographer. Výstavy v roce 1974 vedly k založení International Center of Photography v New York City. Capa působil mnoho let jako ředitel Centra.
Uspořádal několik výstav svých fotografií včetně JFK prezidentem, cyklus fotografií z amerických voleb a prezidentské kampně v roce 1960, které pořídil pro magazín Life. Vydal také knihu dokumentující prvních 100 dnů v úřadě prezidenta Kennedyho, spolu s dalšími fotografy Magnum, včetně Henri Cartier-Bressona a Elliotta Erwitta.
V roce 2006 vystavoval na festivalu Rencontres d'Arles ve Francii.
Capa zemřel stářím v New York City 23. května 2008 ve svých 90 letech, dva dny před 54. výročím smrti svého bratra.

## Dílo
Jeho práce jsou mnohdy považovány za eklektické, inspirující se primárně z cizích pramenů, málo originálně kreativní. Zachycoval však okamžiky velkého a významného měřítka od válek až po jemná gesta každodenního života, od útrap šestidenní války až po děti hrajících na ulici baseball.
Capa napsal:
| „              | Trvalo mi nějaký čas si uvědomit, že fotoaparát je pouhým nástrojem, který je schopen mnoha využití. ...pochopil jsem, že mám povinnost se vyjadřovat, popisovat, vyvolávat diskuse, probouzet svědomí, vyvolávat sympatie, reflektovat lidské utrpení a radost, které by se jinak staly neviditelnými, neporozuměnými a nezpozorovanými. Zajímám se o fotografování každodenního života svých spoluobčanů a běžný pohled na svět kolem sebe a zkouším destilovat z těchto pohledů jejich krásu... | “ |
| — Cornell Capa | |   |

V roce 1968 Capa publikoval knihu s názvem The Concerned Photographer. Tento titul shrnuje jeho přístup k fotožurnalistice. Z mnoha akcí Capa dokumentoval útlaky Perónova režimu v Argentině a následující revoluci, Izraelskou šestidenní válku, osud Ruské pravoslavné církve pod sovětskou vládou nebo vzdělávání mentálně postižených dětí. Zajímal se také o politiku a dokumentoval prezidentské kampaně Adlaie Stevensona nebo Johna F. Kennedyho a jeho první sto dní v úřadu.
Cornell Capa napsal předmluvy k několika fotografickým publikacím svého bratra.

## Ocenění
- Honor Award, American Society of Magazine Photographers (1975)[2]
- Medaile Leica Medal of Excellence (1986)[2]
- Peace and Culture Award, Sokka Gakkai International, Japonsko (1990)[2]
- The Order of the Arts and Letters, Francie (1991)[2]
- The Distinguished Career in Photography Award, Friends of Photography (1995)[2]
- Lifetime Achievement Award in Photography, Aperture Foundation (1999)[2]
- Cena za kulturu Německé fotografické společnosti

## Výstavy
Jeho díla byla vystavena v září roku 2003 na výstavě s názvem Great Jewish-American Photographers, složenou z děl archivu časopisu Life a společnosti iPhotoart. Kromě něj se na výstavě objevila díla autorů: Alfred Eisenstaedt (1898–1995), Margaret Bourke-Whiteová (1904–1971), Nat Fein (1914–2000), Dmitri Kessel (1902–1995), Ralph Morse (* 1918), Joe Rosenthal (* 1911) a Paul Schutzer (1930–1967).